# Чемпионат мира по гонкам на спорткарах
Чемпионат мира по гонкам на спортивных автомобилях (англ. World Sportscar Championship) — проводившаяся с 1953 по 1992 года всемирная многоэтапная автогоночная серия под эгидой FIA, изначально созданная для ежегодного определения лучшего производителя спортивных автомобилей в мире. Наряду с Чемпионатом мира для гонщиков (то же, что Формула-1) являлся одним из известнейших автогоночных состязаний в мире, при этом, в отличие от Формулы-1, долгое время уникальной отличительной особенностью чемпионата было отсутствие личного зачёта для гонщиков — чемпионат разыгрывался только среди марок.

## Гонки чемпионата
В первый 7-этапный чемпионат 1953 года вошли самые известные гонки на выносливость Европы и Америки по принципу «одна страна — одна гонка», наподобие Чемпионата мира для гонщиков с его национальными гонками Гран-при:
- 12 часов Себринга (США) — стационарный автодром Себринг (асфальтобетон).
- Милле Милья (Италия) — дорожная гонка (асфальт/грунт/гравий).
- 24 часа Ле-Мана (Франция) — импровизированный автодром Ле Ман (асфальт).
- 24 часа Спа (Бельгия) — импровизированный автодром Спа (асфальт).
- 1000 км Нюрбургринга (Германия) — стационарный автодром Нюрбургринг (асфальтобетон).
- Турист Трофи (Великобритания) — дорожно-кольцевая гонка (асфальт).
- Каррера Панамерикана (Мексика) — дорожная гонка (асфальт/грунт/гравий).

В дальнейшем некоторые гонки практически сразу или достаточно быстро выпали из чемпионата в силу разных причин и были заменены другими, некоторые продержались в чемпионате несколько десятилетий, а некоторые, как 24 часа Ле-Мана, присутствовали практически в каждом сезоне. С начала 1960-х и до закрытия чемпионата в 1992 все этапы за исключением дорожной гонки Тарга Флорио проводились уже только на стационарных автодромах, а в сезоне 1973 года последний раз прошла и сама Тарга Флорио. Известными суточными гонками чемпионата были только 24 часа Ле-Мана и 24 часа Дайтоны. 12-часовые гонки, типа 12 часов Себринга, обычно начинались утром и заканчивались под полночь, без искусственного освещения. 1000-километровые гонки и менее проходили в течение светлого времени суток.

## Происхождение

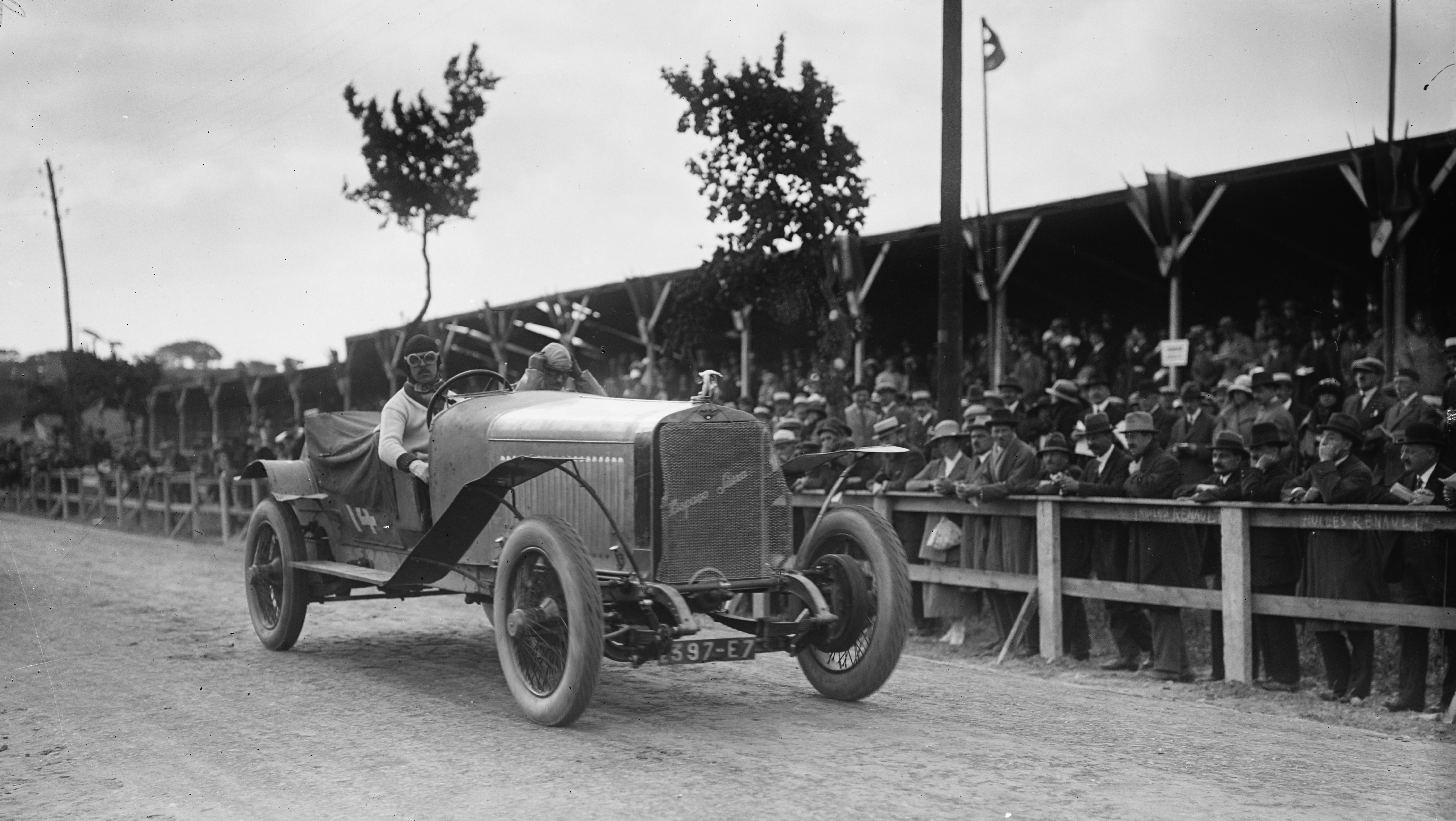
Кубок Жоржа Буало 1921 года.

В истории автоспорта разделение между монопосто и спортивными автомобилями появилось только после Первой мировой войны. Даже в 1920-х годах автомобили часто отличались только крыльями, которые присутствовали в спортивных автомобилях, а в монопостах — нет. Одной из первых гонок спортивных автомобилей в истории автоспорта стал Кубок Жоржа Буало в 1921 году. Гонка проходила на длинной уличной трассе в 37,7 км в коммуне Булонь-Бийанкур (западный пригород Парижа).

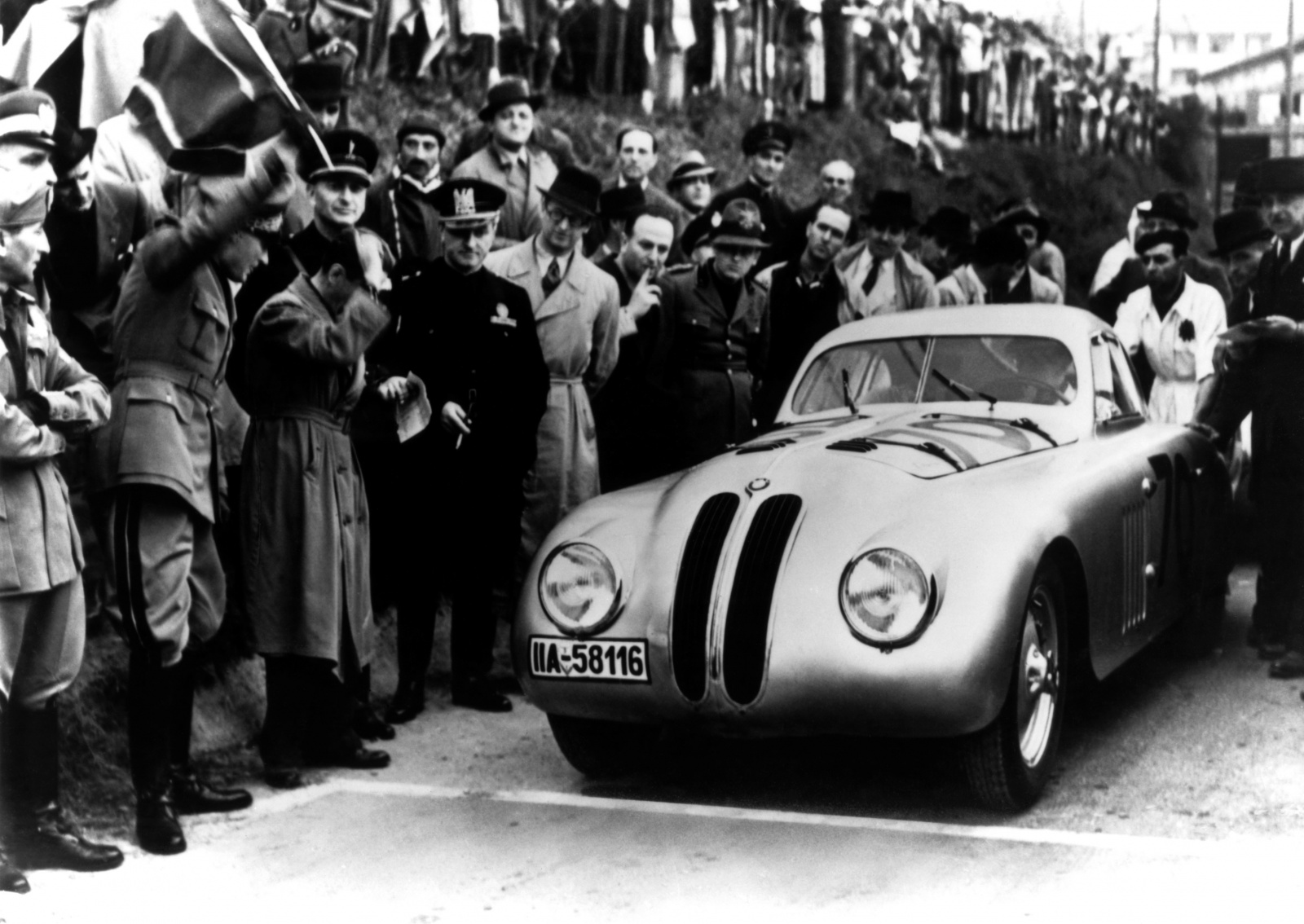
BMW 328 Berlinetta Touring на гонке Милле Милья 1940 года.

В период с 1925 по 1930 год проходил Чемпионат мира по автомобильным гонкам серии монопосто. При этом между Первой и Второй мировой войной не было чемпионата по спортивным автомобилям. Однако стали возникать отдельные гонки. Так, в 1923 году Джорджесом Дурандом, Шарлем Фару и Эмилем Коукель была основана гонка 24 часа Ле-Мана. Год спустя в Бельгии основана гонка 24 часа Спа. В 1927 году состоялась гонка на спортивных автомобилях Милле Милья.
Последней гонкой, проводимой до Второй мировой войны, стала Милле Милья 1940 года. Данная гонка завершилась победой Фрица Хушке фон Ханштейна и Вальтера Баумера, выступавших на BMW 328 Berlinetta Touring. В период Второй мировой войны гонки на спортивных автомобилях не проводились.

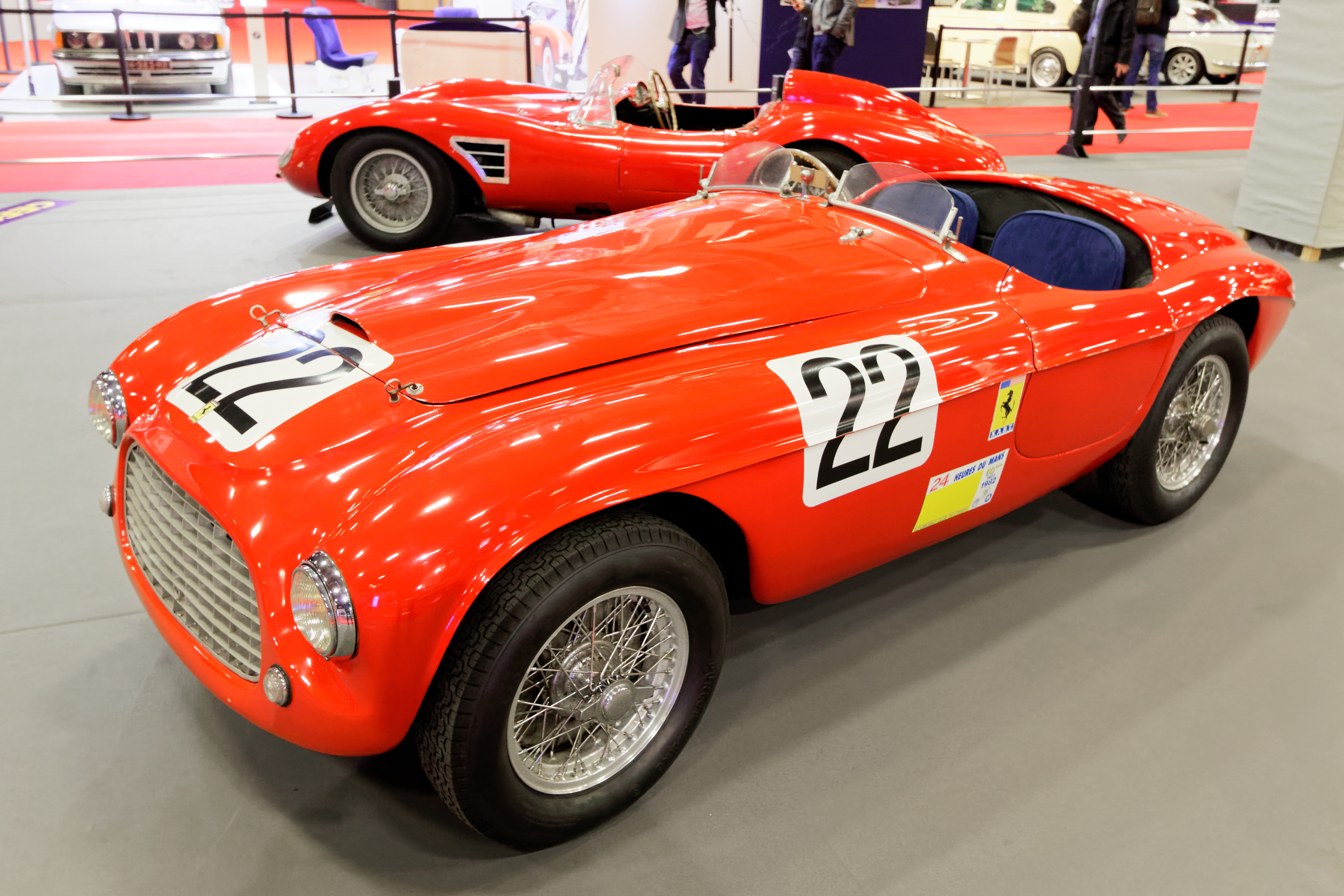
Ferrari 166 MM со стартовым номером 22. Автомобиль-победитель гонки 24 часа Ле-Мана 1949 года.

Почти через год после окончания войны в 1946 году в Европе снова состоялась первая гонка спортивных автомобилей. Первой гонкой стал гран-при Бельгии. Франко Бертани одержал победу на Stanguellini SN110. В 1947 году вновь состоялась Милле Милья, на которой победу одержал Клементе Бьондетти на Alfa Romeo 8C 2900B Berlinetta Touring. В 1948 году возобновилось проведение гонки 24 часа Спа. В 1949 году также возобновилось проведение гонки 24 часа Ле-Мана. На ней знаменитую победу одержали Питер Митчелл-Томсон и Луиджи Чинетти на Ferrari 166MM Barchetta.

## История и правила

### Правила проведения
Термин чемпионат мира по спортивным автомобилям включает гонки на спортивных автомобилях со статусом чемпионата мира с 1953 по 1992 год. При этом ежегодные рейтинги не всегда носили такое название. Так, с 1953 год по 1961 серия официально была чемпионатом мира по спортивным автомобилям. Однако после масштабных изменений в регламенте в 1962 году его стали называть международным чемпионатом производителей GT и трофеев прототипов. В 1962 году звание чемпиона мира по бренду было присвоено в соответствующем гоночном классе. Это привело к не менее чем 15 индивидуальным оценкам для GT и спортивных автомобилей. Так как подразделения GT были созданы для рейтингов чемпионата, которые не были расширены в рейтингах классов соответствующих гонок, что вызвало путаницу в результатах и стало крайне затруднительно для понимания особенно для сторонних обывателей. Это решение также встретило непонимание среди организаторов больших гонок на спортивных автомобилях. В связи с этим Международная автомобильная федерация решила создать «Кубок спортивных автомобилей», который позволял участвовать в гонках прототипам объемом двигателя более 3 литров. За гонками на классических спортивных автомобилях (спорткарах) и GT последовали горные гонки и даже ралли.
В 1968 году FIA учреждает чемпионат под новым названием — Sports Car Manufacturer's Championship (le Championat International des Marques; International Championship for Makes) и вводит ограничения на объём двигателей: 3 литра для автомобилей группы 6 (класс Прототипов) и 5 литров для автомобилей группы 4 (класс GT, выпуск не менее 50-ти автомобилей в год) при свободном выборе числа цилиндров. Название и правила действуют 4 сезона (1968—1971 года) за тем исключением, что с 1969 года минимальное число выпущенных автомобилей группы 4 ограничивается всего 25 единицами.
В 1971 году правила вновь изменились. Теперь объём двигателей-прототипов был ограничен 3 литрами.
В 1976 году была запущенна специальная группа 5 — автомобили Силуэт. В дальнейшем правила не менялись вплоть до 1981 года, когда впервые было присвоено звание мирового водителя в области спортивных автомобилей. Наименование чемпионата было также изменено на чемпионат мира для марок и гонщиков.
В 1982 году была запущена новая группа — группа С, а также вступили в силу новые правила. Группа C была основным поворотным моментом в развитии технологий для гоночных автомобилей. Предыдущие технические регламенты в основном ограничивали размеры и классы рабочего объёма, а также иные характеристики двигателей. Тогда как для новой группы C (С1 и С 2) основным критерием являлся объем потребляемого топлива. Транспортные средства в группе C1 имели минимальный вес 800 кг и бак, который мог вместить максимум 100 литров топлива. Поскольку во время гонки на 1000 км было разрешено только пять заправок, двигатели могли потреблять до 60 литров на 100 км. Участники могли свободно выбирать двигатели, количество цилиндров и вариации использование турбокомпрессоров. В качестве альтернативы для менее сильных в финансовом отношении производителей и командам Международная автомобильная федерация создала группу C junior, которая стала называться C2 с 1985 года. Минимальный вес был установлен в 700 кг, а объём бака в 55 литров. Дозаправка также разрешалась только пять раз на расстояние 1000 км, что требовало максимум расхода 33 литра на 100 км.
Последнее серьезное изменение правил произошло перед сезоном 1991 года. Минимальный вес в классе C1 был уменьшен до 750 килограммов, а объем двигателя был ограничен до 3,5 литров. Двигатели V10 соответствовали технологии Формулы 1. Формула потребления топлива была сохранена, а максимальный пробег был сокращён до 430 километров под давлением общественности.

### 1950-е годы
В 1952 году международная ассоциация автоспорта CSI (предшественница Международной автомобильной федерации) приняла решение о проведении международного чемпионата мира по спорткарам с 1953 года. Первый сезон Чемпионата состоял из семи гонок. Первой гонкой Чемпионата стала 12-часовая гонка в Себринге, которая завершилась победой Фила Уолтерса и Джона Фитча на Cunningham C4-R. Заводская команда Ferrari выиграла первый Чемпионат, набрав 27 очков.

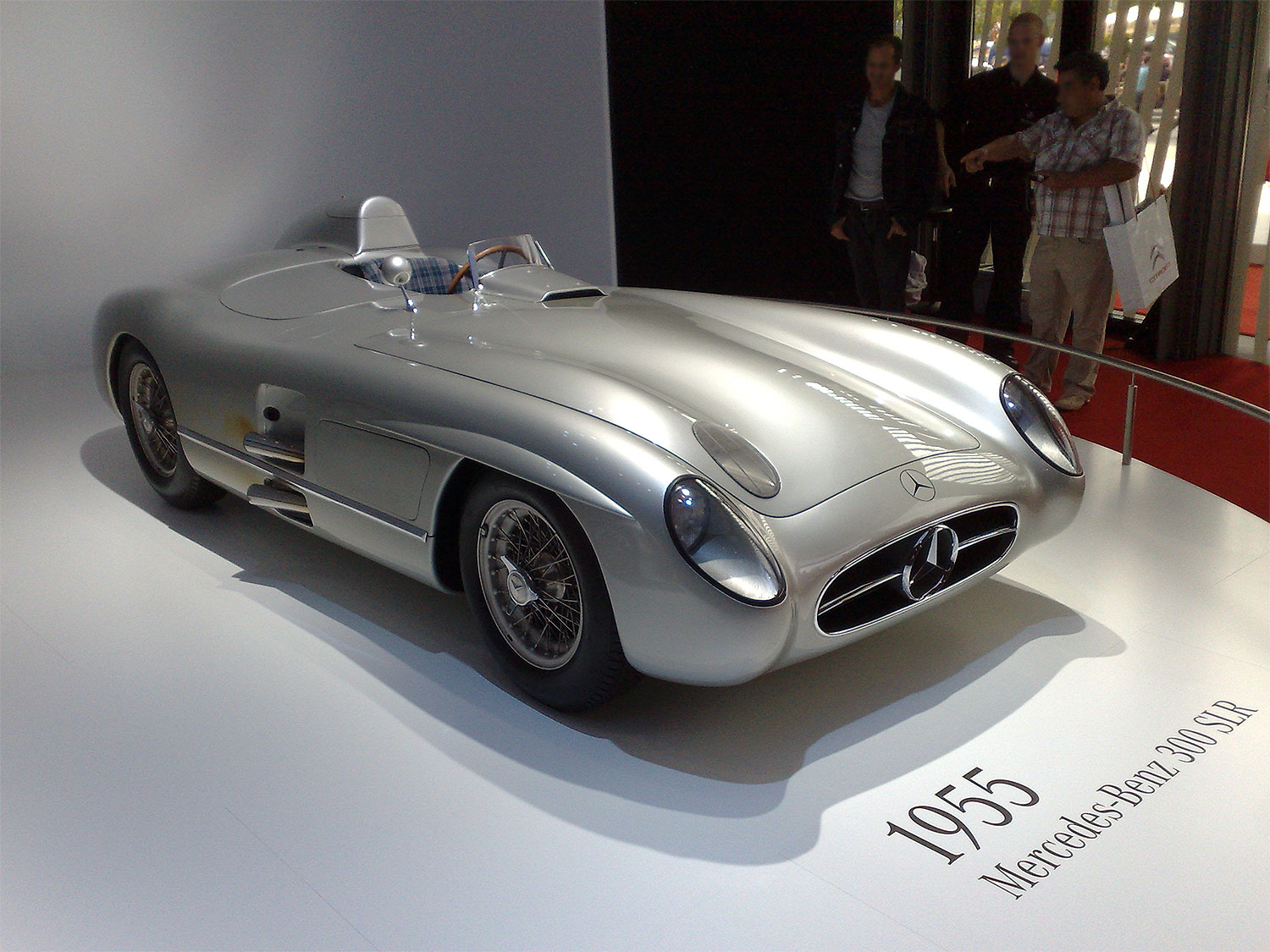
Mercedes-Benz 300 SLR 1955.

В 1954, 1956, 1957 и 1958 команда Ferrari повторно выиграла Чемпионат. В 1955 году в результате ожесточенной борьбы победу в Чемпионате одержала команда Mercedes-Benz.
Сильная катастрофа в автоспорте произошла в течение сезона 1955 года. В аварии на 24-часовой гонке в Ле-Мане 83 человека погибли, 120 получили ранения различной степени тяжести в результате столкновения между Пьером Левегом, которые пилотировал Mercedes-Benz 300 SLR и Лансом Маклином, который водил Austin-Healey 100. Пьер Левег погиб в результате аварии.
Прервать доминирующую роль Ferrari удалось в 1959 году. Под руководством гоночного директора Джона Вайера, а также с участием Стирлинга Мосса, Джека Фэрмена, Кэрролла Шелби и Роя Сальвадори в качестве пилотов, Aston Martin выиграл Чемпионат мира.

### 1960-е годы
Ferrari продолжила свой успешный пробег в первые два года второго десятилетия чемпионата мира. Так Ferrari 250 Testa Rossa, которая была модернизирована в 1956 году на основе Ferrari 500 TR, достигала успехов и в 1960 и 1961 годах.

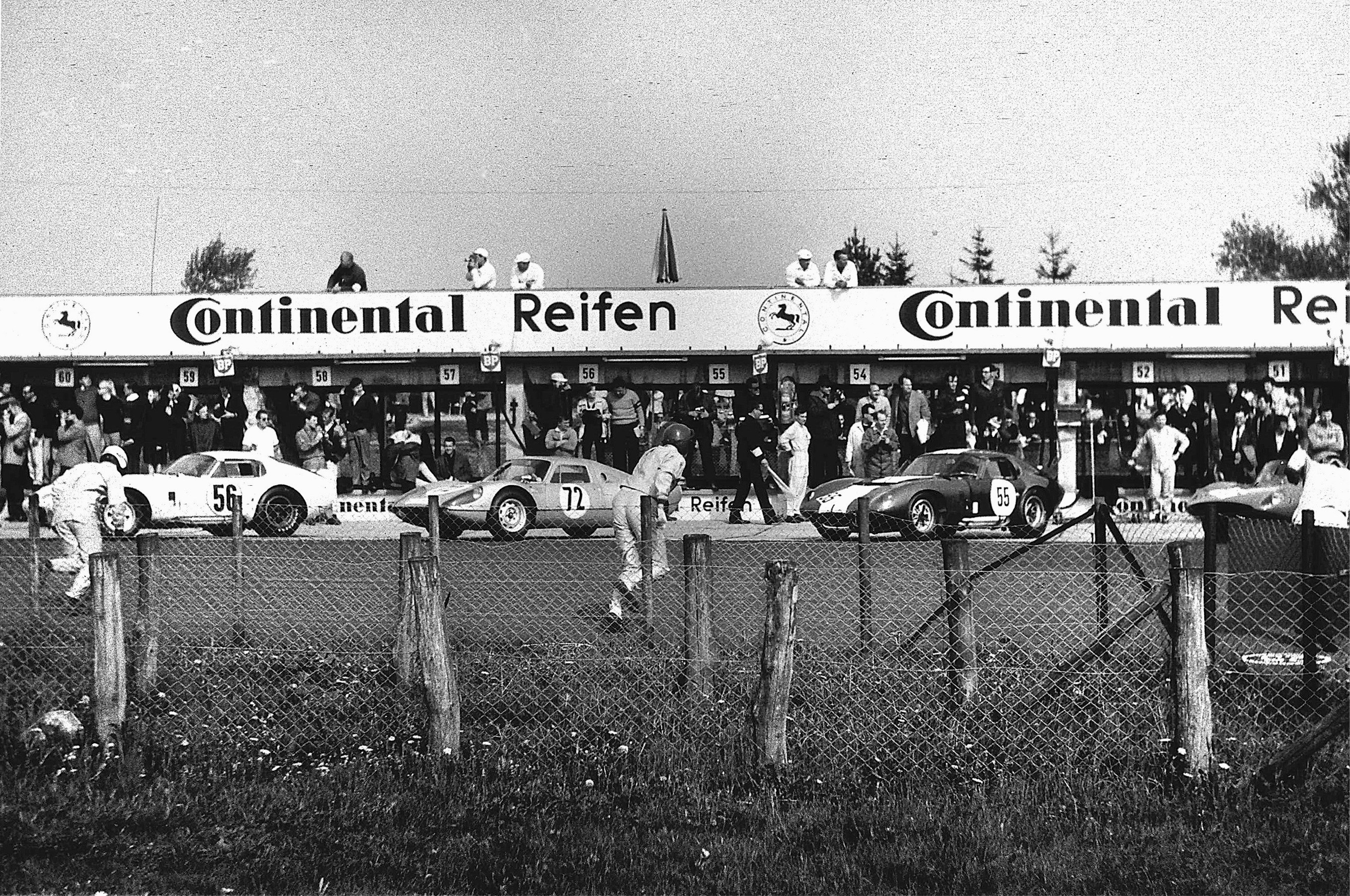
Старт гонки на 1000 км на Нюрбургринге в 1965 году.

В 1962 году вступили в силу новые правила, которые теперь отдавали предпочтение автомобилям GT.
Оглядываясь назад, многие эксперты и просто любители автоспорта отмечали, что период между 1966 и 1971 годами был прекрасным временем для спортивных автомобилей. Более 100 000 зрителей были привлечены к гоночным трассам. В некоторых случаях на гонках спортивных автомобилей было больше зрителей, чем на гонках чемпионата мира Формулы 1. Почти все ведущие пилоты той эпохи имели не только свои обязательства по монопосту, но и хорошо оплачиваемые гонки на спортивных автомобилях. Йо Зифферт отказался от своего обязательства участвовать в миссиях Формулы-1 в команде Ferrari в 1968 году, потому что не хотел расторгать свой контракт на спортивные автомобили с компанией Porsche.

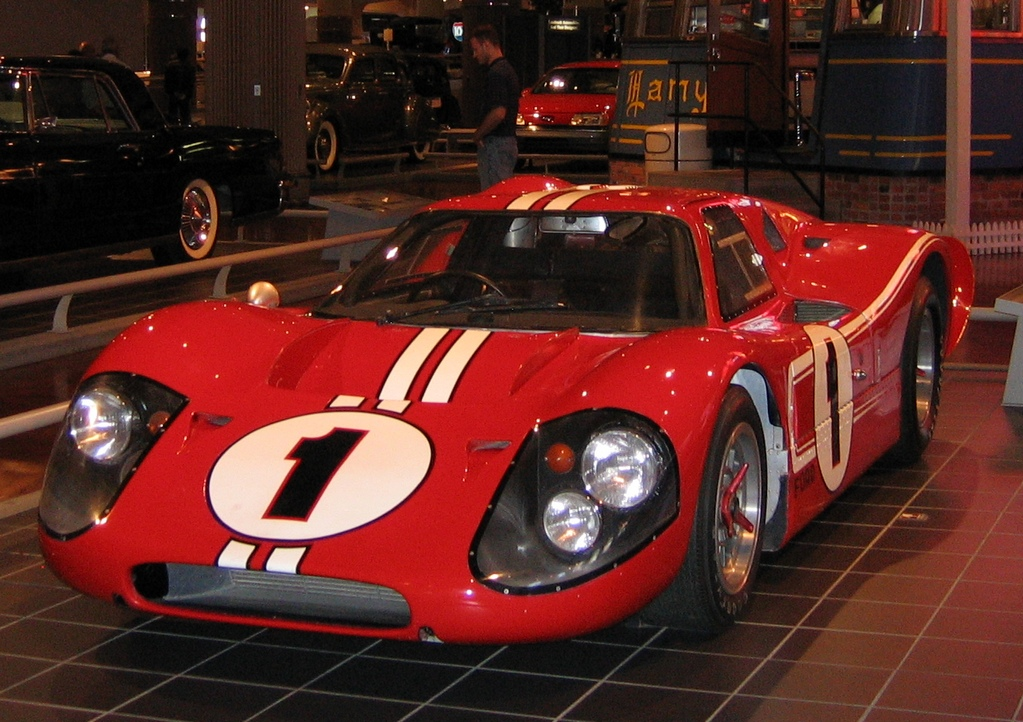
Ford GT40. Автомобиль-победитель в гонке 24-часа Ле-Мана в 1967 году.

В свою очередь Генри Форд II пытался купить команду Ferrari. Так в  1963 году по результатам длительных переговоров предполагалось заключение соответствующей сделки общей стоимостью более 10 млн. долларов. Однако в финальный момент Энцо Феррари отказался принимать пункт договора, предполагающий, что Ford будет контролировать бюджет, а как следствие принимать все решения в отношении гоночной команды Ferrari. В различных изданиях высказывалось мнение, что на переговорах Энцо Феррари лично оскорбил Генри Форда II отметив, что он недостоин носить имя своего деда. С этого момента началось известное противостояние двух гоночных команд Ford и Ferrari. Таким образом, компании Ford с нуля пришлось строить новый гоночный автомобиль (Ford GT40). В 1966, 1967 и 1968 годах Ford выиграл чемпионат мира среди спортивных автомобилей. Впоследствии началось доминирование команды Porsche c ее моделями Porsche 908 и 917.
Также в июне 1969 года Энцо Феррари специально продал половину своих акций FIAT для создания 25 автомобилей, оснащенных 5-литровым V12, чтобы конкурировать с Porsche 917 в следующем сезоне. В результате родится Ferrari 512, который будет представлен в сезоне 1970 года.

### 1970-е годы

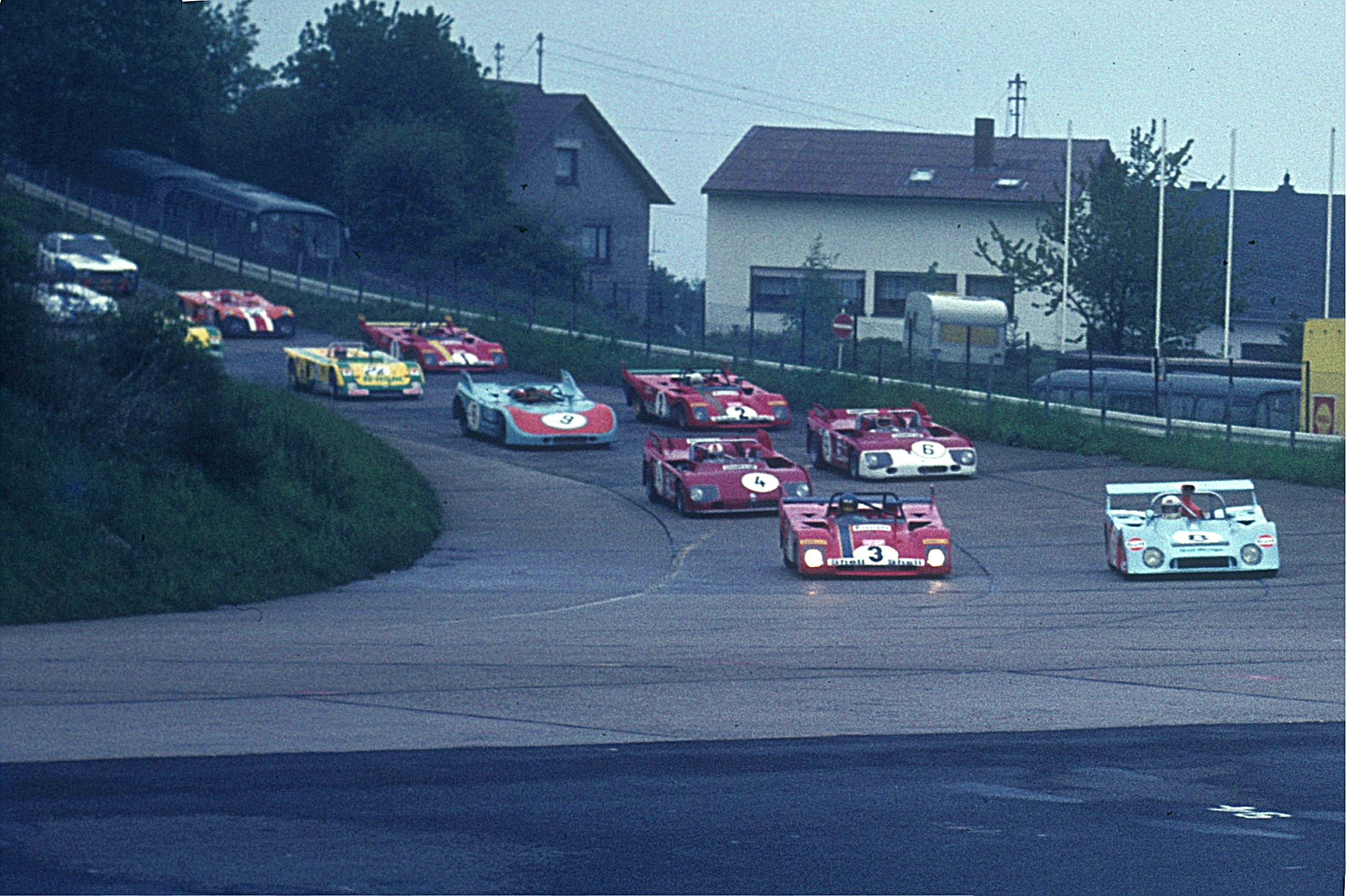
Старт гонки 1000 км на Нюрбургринг 1972 год.

К концу 1970 года Porsche утвердил свой авторитет в гонках на выносливость, убедительно доминируя в чемпионате. Из 10 гонок в чемпионате (плюс некоторые другие соревнования, не относящиеся к чемпионату), команды Porsche (John Wyer Automotive и Porsche Salzburg) выиграли все гонки, кроме Себринга (который выиграл Ferrari) с двумя моделями автомобилей 917K и 908/03.

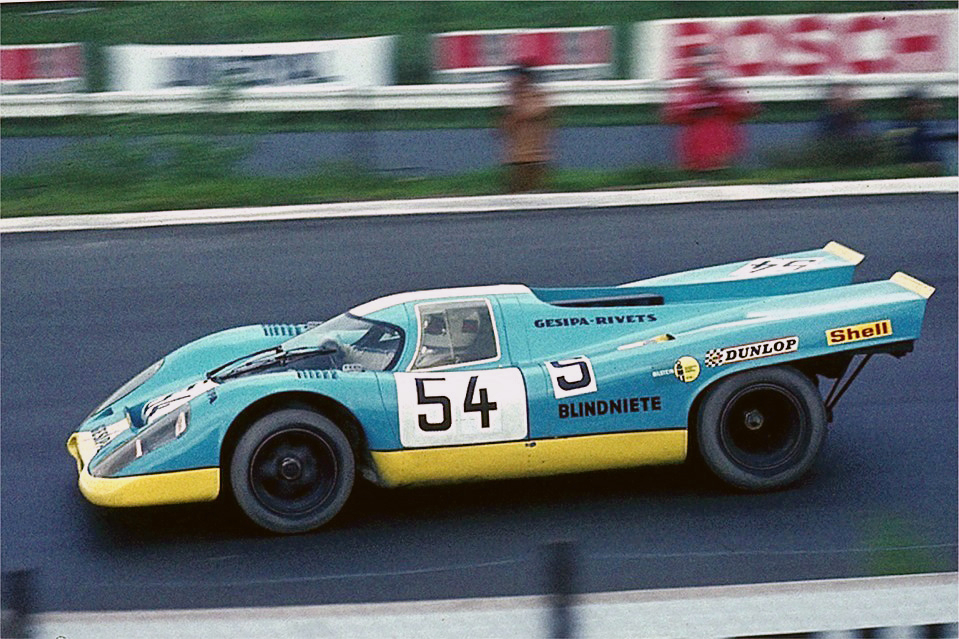
Porsche 917

В 1971 году, поддерживаемые компанией Porsche, гоночные команды John Wyer Automotive и Martini Racing  имели успех и одержали победы в большинстве гоночных серия чемпионата. Кроме того в этом году были побиты 4 отдельных рекорда Ле-Мана: самый быстрый квалификационный круг, самый быстрый круг в гонке, самая высокая максимальная скорость и самая длинная пройденная дистанция. Все рекорды были установлены Porsche 917.
Эра 5-литрового двигателя закончилась с окончанием сезона 1971 года в связи вступлением в силу новых правил проведения чемпионата. Таким образом, автомобилям Porsche 917, Ferrari 512S и Lola T70 и иным было суждено исчезнуть с гоночных трасс. Ferrari прекратила свою программу спортивных автомобилей в конце 1973 года.
В середине десятилетия популярность чемпионата резко снизилась по ряду причин. Во-первых быстро сменяющиеся технические параметры в правилах препятствовали заключению долгосрочных обязательств производителями с различными контрагентами. Во-вторых в связи с увеличением количества гонок Формулы 1 до более чем 15, на гоночных выходных стали происходить совпадения. Таким образом, пилоты, у которых был контракт на работу с командой Формулы 1, все меньше и меньше могли принимать участие в гонках на спортивных автомобилях. В-третьих в контрактах, заключаемых с гонщиками все чаще стали появляться пункты предусматривающие ограничение на участие в нескольких соревнованиях.

### 1980-е годы
В отличие от Формулы 1, более трех десятилетий в гонках на спортивных автомобилях не присваивалось звание чемпиона мира среди водителей (пилотов). В сезоне 1981 года Боб Гарретсон был впервые признан первым чемпионом мира среди водителей спортивных автомобилей.
В 1980-х годах Чемпионат переживает неожиданное возрождение. Количество зрителей снова значительно возросло. В данный период времени компания Porsche разработала крайне успешные модели Porsche 956 и Porsche 962. Компания Mercedes-Benz вернулась в автоспорт благодаря гонкам на спортивных автомобилях, сначала в качестве поставщика двигателей в Sauber Motorsport, а затем с собственным шасси. Так вместе с командой Петера Заубера Mercedes выиграла командный рейтинг в 1989 и 1990 годах.  В 1987 и 1988 годах титул достался Jaguar.

### 1990-е годы
Даже японские производители нашли свой путь в Чемпионате. Toyota и Nissan разработали гоночные автомобили группы С через гоночные подразделения Toyota Motorsport и Nissan Motorsports International. Компания Mazda выиграла Чемпионат мира с двигателем Ванкеля на  Mazda 787B, пилотируемой гонщиками Джонни Хербертом, Бертраном Гашо и Фолькером Вайдлером в 1991 году.
В целом уже в начале 1990-х годов популярность Чемпионата продолжала стремительно падать. Уже в конце 1980-х годов стоимость создания и эксплуатации прототипов Группы C значительно возросла. Прежде всего, ужесточение формулы потребления привело к росту цен. Необходимость разработки новых двигателей привели к взрыву бюджетов различных компаний. Мелкие производители зачастую больше не могли продолжать участие в Чемпионате. Даже крупные производители автомобилей стали прекращать свои программы спортивных автомобилей. Последним автомобилем Чемпионата считается Peugeot 905 Evo 1. Его преемник, Peugeot 905 Evo 2, больше не использовался с 1993 года,  в связи с прекращением проведения Чемпионата.

## Чемпионат Европы по гонкам на спорткарах
В начале 1970-х годов Международная автомобильная федерация в качестве юниорской серии чемпионата мира по спортивным автомобилям создает Чемпионат Европы по спорткарам. Создание данного Чемпионата было обусловлено тем, что из-за сильной концентрации на прототипах и спортивных автомобилях в классах с большим рабочим объемом не было разумной сферы деятельности для производителей гоночных автомобилей малого объема на чемпионате мира в начале 1970-х годов.
Объем двигателя для участников Чемпионата Европы по спорткарам был ограничен 2 литрами. Таким образом многие компании перешли в новую серию. Кроме того, бывшие 2-литровые гоночные автомобили Porsche, такие как 907 и 910, также были найдены на стартовых полях нового Чемпионата. Гоночные дистанции в рамках Чемпионата составляли от 250 до 500 километров.
Первой гонкой, проведенной в рамках Чемпионата, была гонка Пола Рикара на дистанцию 300 км в 1970 году. На ней Брайан Редман одержал победу на Chevron B16, опередив Йоакима Бонниера на Lola T210. В данном Чемпионате также присваивалось звание чемпиона мира среди водителей и чемпиона среди производителей.
Данный Чемпионат проводился регулярно вплоть до 1974 года. Сезон 1975 года был отменен после двух гонок в связи с значительным количеством отказов в участии. Последней гонкой была гонка Hockenheim Euro 2 liter, которую Мартин Раймонд выиграл на Chevron B31.

## Гоночные серии после чемпионата
С окончанием чемпионата мира по спортивным автомобилям было несколько попыток создать платформу для международных гонок на спортивных автомобилей. В 1994 году Юрген Барт, Патрик Питер и Стефан Рател организовали серию под названием BPR Global GT Series. Первые буквы фамилий основателей стали названием гоночной серии. Первую гонку чемпионата, 4-часовую в Поль Рикаре 1994 года, выиграли Боб Воллек, Жан-Пьер Жарье и Хесус Пареха на Porsche 911 Turbo S LM. Серия длилась до 1996 года, а затем вошла в состав чемпионата FIA GT в 1997 году. Данный турнир способствовал активизации производителей гоночных автомобилей класса GT. В результате появились такие известные суперкары как например, Mercedes-Benz CLK GTR и Porsche 911 GT1. Проходивший в период с 2001 по 2003 год чемпионат спортивных автомобилей FIA не был успешным. В 1999 году были организованы Американская серия Ле-Ман и созданная на ее основе Европейская серия Ле-Ман.
Чемпионат мира по спорткарам был возрожден в 2012 году, но уже под именем Чемпионата мира по автогонкам на выносливость.

## Статистические данные
В период с 1953 по 1991 год было проведено 36 чемпионатов мира. Гонка на 1000 км на Нюрбургринге проходила чаще всего. Porsche одержала рекорд для производителей, одержав 142 победы заводской командой, ещё 72 победы на машинах этой марки были добыты частными гоночными командами. Самым успешным пилотом стал Жаки Икс с 37 победами в общем зачете.

### Гонки и победители
| дата     | #  | гонка                  | км   | победитель              | двигатель     | класс     |
| -------- | -- | ---------------------- | ---- | ----------------------- | ------------- | --------- |
| 08.03.53 | 1  | 12 часов Себринга      | 1448 | Cunnigham C-4R          | 5.4 Chrysler  | sport car |
| 26.04.53 | 2  | Милле Милья            | 1512 | Ferrari 340 MM          | 4.1           | sport car |
| 13.06.53 | 3  | 24 часа Ле Мана        | 4088 | Jaguar C-type           | 3.4           | sport car |
| 25.07.53 | 4  | 24 часа Спа            | 3671 | Ferrari 375 MM          | 4.5           | sport car |
| 30.08.53 | 5  | 1000 км Нюрбургринга   | 1003 | Ferrari 375 MM          | 4.5           | sport car |
| 05.09.53 | 6  | Турист Трофи           | 1265 | Aston Martin DB3S       | 2.9           | sport car |
| 19.11.53 | 7  | Каррера Панамерикана   | 3077 | Lancia D24              | 3.3           | sport car |
| 24.01.54 | 1  | 1000 км Аргентины      | 1004 | Ferrari 375 MM          | 4.5           | sport car |
| 07.03.54 | 2  | 12 часов Себринга      | 1406 | Osca MT4                | 1.5           | sport car |
| 02.05.54 | 3  | Милле Милья            | 1597 | Lancia D24              | 2.3           | sport car |
| 12.06.54 | 4  | 24 часа Ле Мана        | 4061 | Ferrari 375 Plus        | 4.9           | sport car |
| 11.09.54 | 5  | Турист Трофи           | 1050 | Ferrari 750 Monza       | 3.0           | sport car |
| 19.11.54 | 6  | Каррера Панамерикана   | 3070 | Ferrari 375 Plus        | 4.9           | sport car |
| 23.01.55 | 1  | 1000 км Аргентины      | 994  | Ferrari 375 Plus        | 4.9           | sport car |
| 13.03.55 | 2  | 12 часов Себринга      | 1523 | Jaguar D-Type           | 3.4           | sport car |
| 01.05.55 | 3  | Милле Милья            | 1597 | Mercedes-Benz 300 SLR   | 3.0           | sport car |
| 11.06.55 | 4  | 24 часа Ле Мана        | 4135 | Jaguar D-Type           | 3.4           | sport car |
| 17.09.55 | 5  | Турист Трофи           | 1003 | Mercedes-Benz 300 SLR   | 3.0           | sport car |
| 16.10.55 | 6  | Тарга Флорио           | 936  | Mercedes-Benz 300 SLR   | 3.0           | sport car |
| 29.01.56 | 1  | 1000 км Аргентины      | 1004 | Maserati 300 S          | 3.0           | sport car |
| 24.03.56 | 2  | 12 часов Себринга      | 1624 | Ferrari 860 Monza       | 3.5           | sport car |
| 30.04.56 | 3  | Милле Милья            | 1597 | Ferrari 290 MM          | 3.5           | sport car |
| 27.05.56 | 4  | 1000 км Нюрбургринга   | 1004 | Maserati 300 S          | 3.0           | sport car |
| 12.08.56 | 5  | Гран При Швеции        | 1000 | Ferrari 290 MM          | 3.5           | sport car |
| 20.01.57 | 1  | 1000 км Аргентины      | 1001 | Ferrari 290 MM          | 3.5           | sport car |
| 23.03.57 | 2  | 12 часов Себринга      | 1649 | Maserati 450 S          | 4.5           | sport car |
| 12.05.57 | 3  | Милле Милья            | 1597 | Ferrari 315 Sport       | 4.0           | sport car |
| 26.05.57 | 4  | 1000 км Нюрбургринга   | 1004 | Aston Martin DBR1/300   | 3.0           | sport car |
| 22.06.57 | 5  | 24 часа Ле Мана        | 4397 | Jaguar D-Type           | 3.8           | sport car |
| 11.08.57 | 6  | Гран При Швеции        | 948  | Maserati 450 S          | 4.5           | sport car |
| 03.11.57 | 7  | Гран При Венесуэлы     | 1003 | Ferrari 335 Sport       | 4.1           | sport car |
| 26.01.58 | 1  | 1000 км Аргентины      | 1004 | Ferrari 250 TR          | 3.0           | sport car |
| 22.03.58 | 2  | 12 часов Себринга      | 1674 | Ferrari 250 TR          | 3.0           | sport car |
| 11.05.58 | 3  | Тарга Флорио           | 1008 | Ferrari 250 TR          | 3.0           | sport car |
| 01.06.58 | 4  | 1000 км Нюрбургринга   | 1004 | Aston Martin DBR1/300   | 3.0           | sport car |
| 21.06.58 | 5  | 24 часа Ле Мана        | 4102 | Ferrari 250 TR          | 3.0           | sport car |
| 13.09.58 | 6  | Турист Трофи           | 572  | Aston Martin DBR1/300   | 3.0           | sport car |
| 21.03.59 | 1  | 12 часов Себринга      | 1573 | Ferrari 250 TR          | 3.0           | sport car |
| 24.05.59 | 2  | Тарга Флорио           | 1008 | Porsche 718 RSK         | 1.5           | sport car |
| 07.06.59 | 3  | 1000 км Нюрбургринга   | 1004 | Aston Martin DBR1/300   | 3.0           | sport car |
| 20.06.59 | 4  | 24 часа Ле Мана        | 4348 | Aston Martin DBR1/300   | 3.0           | sport car |
| 05.09.59 | 5  | Турист Трофи           | 865  | Aston Martin DBR1/300   | 3.0           | sport car |
| 31.01.60 | 1  | 1000 км Аргентины      | 1005 | Ferrari 250 TR          | 3.0           | sport car |
| 26.03.60 | 2  | 12 часов Себринга      | 1640 | Porsche 718 RS60        | 1.5           | sport car |
| 08.05.60 | 3  | Тарга Флорио           | 720  | Porsche 718 RS60        | 1.6           | sport car |
| 22.05.60 | 4  | 1000 км Нюрбургринга   | 1004 | Maserati Tipo-61        | 2.9           | sport car |
| 25.06.60 | 5  | 24 часа Ле Мана        | 4218 | Ferrari 250 TR          | 3.0           | sport car |
| 25.03.61 | 1  | 12 часов Себринга      | 1741 | Ferrari 250 TR          | 3.0           | sport car |
| 30.04.61 | 2  | Тарга Флорио           | 720  | Ferrari Dino 246 SP     | 2.4           | sport car |
| 28.05.61 | 3  | 1000 км Нюрбургринга   | 1004 | Maserati Tipo-61        | 2.9           | sport car |
| 10.06.61 | 4  | 24 часа Ле Мана        | 4477 | Ferrari 250 TR          | 3.0           | sport car |
| 15.08.61 | 5  | 4 часа Пескары         | 573  | Ferrari 250 TR          | 3.0           | sport car |
| 24.03.62 | 1  | 12 часов Себринга      | 1724 | Ferrari 250 TR          | 3.0           | sport car |
| 06.05.62 | 2  | Тарга Флорио           | 720  | Ferrari Dino 246 SP     | 2.4           | sport car |
| 27.05.62 | 3  | 1000 км Нюрбургринга   | 1004 | Ferrari Dino 246 SP     | 2.4           | sport car |
| 23.06.62 | 4  | 24 часа Ле Мана        | 4451 | Ferrari 330 TR/LM       | 4.0           | sport car |
| 23.03.63 | 1  | 12 часов Себринга      | 1749 | Ferrari 250 P           | 3.0           | prototype |
| 05.05.63 | 2  | Тарга Флорио           | 720  | Porsche 718 GTR         | 2.0           | prototype |
| 19.05.63 | 3  | 1000 км Нюрбургринга   | 1004 | Ferrari 250 P           | 3.0           | prototype |
| 15.06.63 | 4  | 24 часа Ле Мана        | 4562 | Ferrari 250 P           | 3.0           | prototype |
| 16.02.64 | 1  | 2000 км Дайтоны        | 2003 | Ferrari 250 GTO         | 3.0           | GT        |
| 21.03.64 | 2  | 12 часов Себринга      | 1791 | Ferrari 275 P           | 3.3           | prototype |
| 26.04.64 | 3  | Тарга Флорио           | 720  | Porsche 904 GTS         | 2.0           | GT        |
| 17.05.64 | 4  | 500 км Спа             | 508  | Ferrari 250 GTO         | 3.0           | GT        |
| 31.05.64 | 5  | 1000 км Нюрбургринга   | 1004 | Ferrari 275 P           | 3.3           | prototype |
| 20.06.64 | 6  | 24 часа Ле Мана        | 4695 | Ferrari 275 P           | 3.3           | prototype |
| 05.07.64 | 7  | 12 часов Реймса        | 2449 | Ferrari 250 LM          | 3.3           | prototype |
| 29.08.64 | 8  | Турист Трофи           | 502  | Ferrari 330 P           | 4.0           | prototype |
| 11.10.64 | 9  | 1000 км Парижа         | 1004 | Ferrari 330 P           | 4.0           | prototype |
| 28.02.65 | 1  | 2000 км Дайтоны        | 2001 | Ford GT40               | 4.7           | prototype |
| 27.03.65 | 2  | 12 часов Себринга      | 1640 | Chaparral 2A            | 5.4 Chevrolet | sport car |
| 25.04.65 | 3  | 1000 км Монцы          | 1010 | Ferrari 275 P2          | 3.3           | prototype |
| 01.05.65 | 4  | Турист Трофи           | 613  | Brabham BT8             | 2.1 Climax    | prototype |
| 09.05.65 | 5  | Тарга Флорио           | 720  | Ferrari 275 P2          | 3.3           | prototype |
| 16.05.65 | 6  | 500 км Спа             | 508  | Ferrari 250 LM          | 3.3           | prototype |
| 23.05.65 | 7  | 1000 км Нюрбургринга   | 1004 | Ferrari 330 P2          | 4.0           | prototype |
| 19.06.65 | 8  | 24 часа Ле Мана        | 4677 | Ferrari 250 LM          | 3.3           | prototype |
| 03.07.65 | 9  | 12 часов Реймса        | 2365 | Ferrari 365 P2          | 4.4           | prototype |
| 05.02.66 | 1  | 24 часа Дайтоны        | 4157 | Ford GT Mk.II           | 7.0           | prototype |
| 26.03.66 | 2  | 12 часов Себринга      | 1908 | Ford X1 Roadster        | 7.0           | prototype |
| 25.04.66 | 3  | 1000 км Монцы          | 1010 | Ferrari 330 P coupe     | 4.0           | prototype |
| 08.05.66 | 4  | Тарга Флорио           | 720  | Porsche 906             | 2.0           | sport car |
| 22.05.66 | 5  | 1000 км Спа            | 1001 | Ferrari 330 P3          | 4.0           | prototype |
| 05.06.66 | 6  | 1000 км Нюрбургринга   | 1004 | Chaparral 2D            | 5.4 Chevrolet | prototype |
| 18.06.66 | 7  | 24 часа Ле Мана        | 4843 | Ford GT Mk.II           | 7.0           | prototype |
| 04.02.67 | 1  | 24 часа Дайтоны        | 4084 | Ferrari 330 P3/4        | 4.0           | prototype |
| 01.04.67 | 2  | 12 часов Себринга      | 1992 | Ford GT Mk.IV           | 7.0           | prototype |
| 25.04.67 | 3  | 1000 км Монцы          | 1010 | Ferrari 330 P4          | 4.0           | prototype |
| 01.05.67 | 4  | 1000 км Спа            | 1001 | Mirage M1               | 5.7 Ford      | prototype |
| 14.05.67 | 5  | Тарга Флорио           | 720  | Porsche 910/8           | 2.2           | prototype |
| 28.05.67 | 6  | 1000 км Нюрбургринга   | 1005 | Porsche 910             | 2.0           | prototype |
| 10.06.67 | 7  | 24 часа Ле Мана        | 5233 | Ford GT Mk.IV           | 7.0           | prototype |
| 30.07.67 | 8  | 6 часов Брэндс Хэтч    | 900  | Chaparral 2F            | 7.0 Chevrolet | prototype |
| 03.02.68 | 1  | 24 часа Дайтоны        | 4127 | Porsche 907 LH          | 2.2           | prototype |
| 03.02.68 | 2  | 12 часов Себринга      | 1983 | Porsche 907             | 2.2           | prototype |
| 23.03.68 | 3  | 6 часов Брэндс Хэтч    | 929  | Ford GT40               | 4.7           | sport car |
| 07.04.68 | 4  | 1000 км Монцы          | 1010 | Ford GT40               | 4.7           | sport car |
| 05.05.68 | 5  | Тарга Флорио           | 720  | Porsche 907             | 2.2           | prototype |
| 19.05.68 | 6  | 1000 км Нюрбургринга   | 1005 | Porsche 908             | 3.0           | prototype |
| 26.05.68 | 7  | 1000 км Спа            | 1001 | Ford GT40               | 4.7           | sport car |
| 14.07.68 | 8  | 6 часов Уоткинс Глен   | 1059 | Ford GT40               | 4.7           | sport car |
| 25.08.68 | 9  | Гран При Австрии       | 502  | Porsche 908             | 3.0           | prototype |
| 28.09.68 | 10 | 24 часа Ле Мана        | 4453 | Ford GT40               | 4.9           | sport car |
| 01.02.69 | 1  | 24 часа Дайтоны        | 3838 | Lola T70 Mk.III         | 5.0 Chevrolet | sport car |
| 22.03.69 | 2  | 12 часов Себринга      | 2000 | Ford GT40               | 5.0           | sport car |
| 13.04.69 | 3  | 6 часов Брэндс Хэтч    | 968  | Porsche 908/02          | 3.0           | prototype |
| 25.04.69 | 4  | 1000 км Монцы          | 1010 | Porsche 908 LH          | 3.0           | prototype |
| 04.05.69 | 5  | Тарга Флорио           | 720  | Porsche 908/02          | 3.0           | prototype |
| 11.05.69 | 6  | 1000 км Спа            | 1001 | Porsche 908 LH          | 3.0           | prototype |
| 01.06.69 | 7  | 1000 км Нюрбургринга   | 1005 | Porsche 908/02          | 3.0           | prototype |
| 14.06.69 | 8  | 24 часа Ле Мана        | 4998 | Ford GT40               | 5.0           | sport car |
| 12.07.69 | 9  | 6 часов Уоткинс Глен   | 1077 | Porsche 908/02          | 3.0           | prototype |
| 10.08.69 | 10 | 1000 км Остеррайхринга | 1005 | Porsche 917             | 4.5           | sport car |
| 31.01.70 | 1  | 24 часа Дайтоны        | 4439 | Porsche 917 K           | 4.5           | sport car |
| 21.03.70 | 2  | 12 часов Себринга      | 2075 | Ferrari 512 S           | 5.0           | sport car |
| 12.04.70 | 3  | 1000 км Брэндс Хэтч    | 1002 | Porsche 917 K           | 4.5           | sport car |
| 25.04.70 | 4  | 1000 км Монцы          | 1001 | Porsche 917 K           | 4.5           | sport car |
| 03.05.70 | 5  | Тарга Флорио           | 792  | Porsche 908/03          | 3.0           | prototype |
| 17.05.70 | 6  | 1000 км Спа            | 1001 | Porsche 917 K           | 4.9           | sport car |
| 31.05.70 | 7  | 1000 км Нюрбургринга   | 1005 | Porsche 908/03          | 3.0           | prototype |
| 13.06.70 | 8  | 24 часа Ле Мана        | 4608 | Porsche 917 K           | 4.5           | sport car |
| 11.07.70 | 9  | 6 часов Уоткинс Глен   | 1140 | Porsche 917 K           | 4.9           | sport car |
| 11.10.70 | 10 | 1000 км Остеррайхринга | 1005 | Porsche 917 K           | 4.9           | sport car |
| 10.01.71 | 1  | 1000 км Буэнос Айреса  | 1010 | Porsche 917 K           | 4.9           | sport car |
| 30.01.71 | 2  | 24 часа Дайтоны        | 4219 | Porsche 917 K           | 4.9           | sport car |
| 20.03.71 | 3  | 12 часов Себринга      | 2176 | Porsche 917 K           | 4.9           | sport car |
| 04.04.71 | 4  | 1000 км Брэндс Хэтч    | 1613 | Alfa Romeo T33/3        | 3.0           | prototype |
| 25.04.71 | 5  | 1000 км Монцы          | 1001 | Porsche 917 K           | 4.9           | sport car |
| 09.05.71 | 6  | 1000 км Спа            | 1001 | Porsche 917 K           | 4.9           | sport car |
| 16.05.71 | 7  | Тарга Флорио           | 792  | Alfa Romeo T33/3        | 3.0           | prototype |
| 30.05.71 | 8  | 1000 км Нюрбургринга   | 1005 | Porsche 908/03          | 3.0           | prototype |
| 12.06.71 | 9  | 24 часа Ле Мана        | 5335 | Porsche 917 K           | 4.9           | sport car |
| 27.06.71 | 10 | 1000 км Остеррайхринга | 1005 | Porsche 917 K           | 4.9           | sport car |
| 24.07.71 | 11 | 6 часов Уоткинс Глен   | 1090 | Alfa Romeo T33/3        | 3.0           | prototype |
| 09.01.72 | 1  | 1000 км Буэнос Айреса  | 1003 | Ferrari 312 PB          | 3.0           | sport car |
| 06.02.72 | 2  | 6 часов Дайтоны        | 1190 | Ferrari 312 PB          | 3.0           | sport car |
| 25.03.72 | 3  | 12 часов Себринга      | 2167 | Ferrari 312 PB          | 3.0           | sport car |
| 16.04.72 | 4  | 1000 км Брэндс Хэтч    | 1002 | Ferrari 312 PB          | 3.0           | sport car |
| 25.04.72 | 5  | 1000 км Монцы          | 1001 | Ferrari 312 PB          | 3.0           | sport car |
| 07.05.72 | 6  | 1000 км Спа            | 1001 | Ferrari 312 PB          | 3.0           | sport car |
| 21.05.72 | 7  | Тарга Флорио           | 792  | Ferrari 312 PB          | 3.0           | sport car |
| 28.05.72 | 8  | 1000 км Нюрбургринга   | 1005 | Ferrari 312 PB          | 3.0           | sport car |
| 10.06.72 | 9  | 24 часа Ле Мана        | 4691 | Matra-Simca MS670       | 3.0           | sport car |
| 25.06.72 | 10 | 1000 км Остеррайхринга | 1005 | Ferrari 312 PB          | 3.0           | sport car |
| 22.07.72 | 11 | 6 часов Уоткинс Глен   | 1060 | Ferrari 312 PB          | 3.0           | sport car |
| 04.02.73 | 1  | 24 часа Дайтоны        | 4108 | Porsche 911 Carrera RSR | 3.0           | sport car |
| 25.03.73 | 2  | 6 часов Валлелунги     | 930  | Matra-Simca MS670 B     | 3.0           | sport car |
| 15.04.73 | 3  | 1000 км Дижона         | 1001 | Matra-Simca MS670 B     | 3.0           | sport car |
| 25.04.73 | 4  | 1000 км Монцы          | 1001 | Ferrari 312 PB          | 3.0           | sport car |
| 06.05.73 | 5  | 1000 км Спа            | 1001 | Mirage M6               | 3.0 Cosworth  | sport car |
| 13.05.73 | 6  | Тарга Флорио           | 792  | Porsche 911 Carrera RSR | 3.0           | sport car |
| 27.05.73 | 7  | 1000 км Нюрбургринга   | 1005 | Ferrari 312 PB          | 3.0           | sport car |
| 10.06.73 | 8  | 24 часа Ле Мана        | 4854 | Matra-Simca MS670 B     | 3.0           | sport car |
| 24.06.73 | 9  | 1000 км Остеррайхринга | 1005 | Matra-Simca MS670 B     | 3.0           | sport car |
| 21.07.73 | 10 | 6 часов Уоткинс Глен   | 1082 | Matra-Simca MS670 B     | 3.0           | sport car |
| 25.04.74 | 1  | 1000 км Монцы          | 1006 | Alfa Romeo 33 TT/12     | 3.0           | sport car |
| 05.05.74 | 2  | 1000 км Спа            | 1003 | Matra-Simca MS670 C     | 3.0           | sport car |
| 19.05.74 | 3  | 1000 км Нюрбургринга   | 754  | Matra-Simca MS670 C     | 3.0           | sport car |
| 02.06.74 | 4  | 1000 км Имолы          | 1002 | Matra-Simca MS670 C     | 3.0           | sport car |
| 16.06.74 | 5  | 24 часа Ле Мана        | 4607 | Matra-Simca MS670 C     | 3.0           | sport car |
| 30.06.74 | 6  | 1000 км Остеррайхринга | 1005 | Matra-Simca MS670 C     | 3.0           | sport car |
| 13.07.74 | 7  | 6 часов Уоткинс Глен   | 1049 | Matra-Simca MS670 C     | 3.0           | sport car |
| 15.08.74 | 8  | 1000 км Ле Кастелле    | 755  | Matra-Simca MS670 C     | 3.0           | sport car |
| 29.09.74 | 9  | 1000 км Брэндс Хэтч    | 1002 | Matra-Simca MS670 C     | 3.0           | sport car |
| 09.11.74 | 10 | 6 часов Къялами        | 964  | Matra-Simca MS670 C     | 3.0           | sport car |
| 01.02.75 | 1  | 24 часа Дайтоны        | 4194 | Porsche 911 Carrera RSR | 3.0           | sport car |
| 23.03.75 | 2  | 1000 км Муджелло       | 787  | Alpin-Renault A442      | 2.0 turbo     | sport car |
| 06.04.75 | 3  | 800 км Дижона          | 806  | Alfa Romeo 33 TT/12     | 3.0           | sport car |
| 20.04.75 | 4  | 1000 км Монцы          | 1006 | Alfa Romeo 33 TT/12     | 3.0           | sport car |
| 04.05.75 | 5  | 1000 км Спа            | 762  | Alfa Romeo 33 TT/12     | 3.0           | sport car |
| 18.05.75 | 6  | Коппа Флорио           | 1003 | Alfa Romeo 33 TT/12     | 3.0           | sport car |
| 01.06.75 | 7  | 1000 км Нюрбургринга   | 1005 | Alfa Romeo 33 TT/12     | 3.0           | sport car |
| 15.06.75 | 8  | 24 часа Ле Мана        | 4596 | Gulf GR8                | 3.0 Cosworth  | sport car |
| 29.06.75 | 9  | 1000 км Остеррайхринга | 609  | Alfa Romeo 33 TT/12     | 3.0           | sport car |
| 13.07.75 | 10 | 6 часов Уоткинс Глен   | 826  | Alfa Romeo 33 TT/12     | 3.0           | sport car |